# گرشام (اورگن)
گرشام (به انگلیسی: Gresham) شهری در شهرستان مولتنمه ایالت اورگن است و در سرشماری سال ۲۰۱۱ میلادی، ۱۰۵٬۵۹۴ نفر جمعیت داشته که نسبت به سال ۲۰۱۰، ۰٫۱۹ درصد رشد جمعیت داشته‌است.